# Illes d'Ieras
Les Illes de Ieras (en francès: îles d'Hyères o îles d'Or) són un arxipèlag format per tres illes dins del municipi de Hyères, al departament de Var a la costa mediterrània de França. No s'han de confondre amb l'île d'Or, que és una altra petita illa del departament de Var. És la prolongació geològica del massís dels Maures: la pujada de les aigües des de la darrera glaciació (20.000 anys) va formar les illes. La superfície total de les quatre illes és de 28,99 km². Les illes de l'arxipèlag són:
- Pòrcaròlas, de 1.254 ha, situada com a perllongament de la península de Giens.
- Port-Cros, l'antiga Proté: 650 ha; la més elevada (194 m) i més muntanyosa, amb una flora excepcional i refugi d'ocells. És part del Parc Nacional terrestre i marítim de Port-Cros, junt amb l'illa Bagaud i els illots de Rascas i de la Gabinière (700 ha terrestres i 1.800 de marines).
- Illa Bagaud: 45 ha, d'accés prohibit.
- Illa de Llevant: 900 ha, ocupada en gran part per instal·lacions de l'exèrcit francés.